# Electra Del Lima

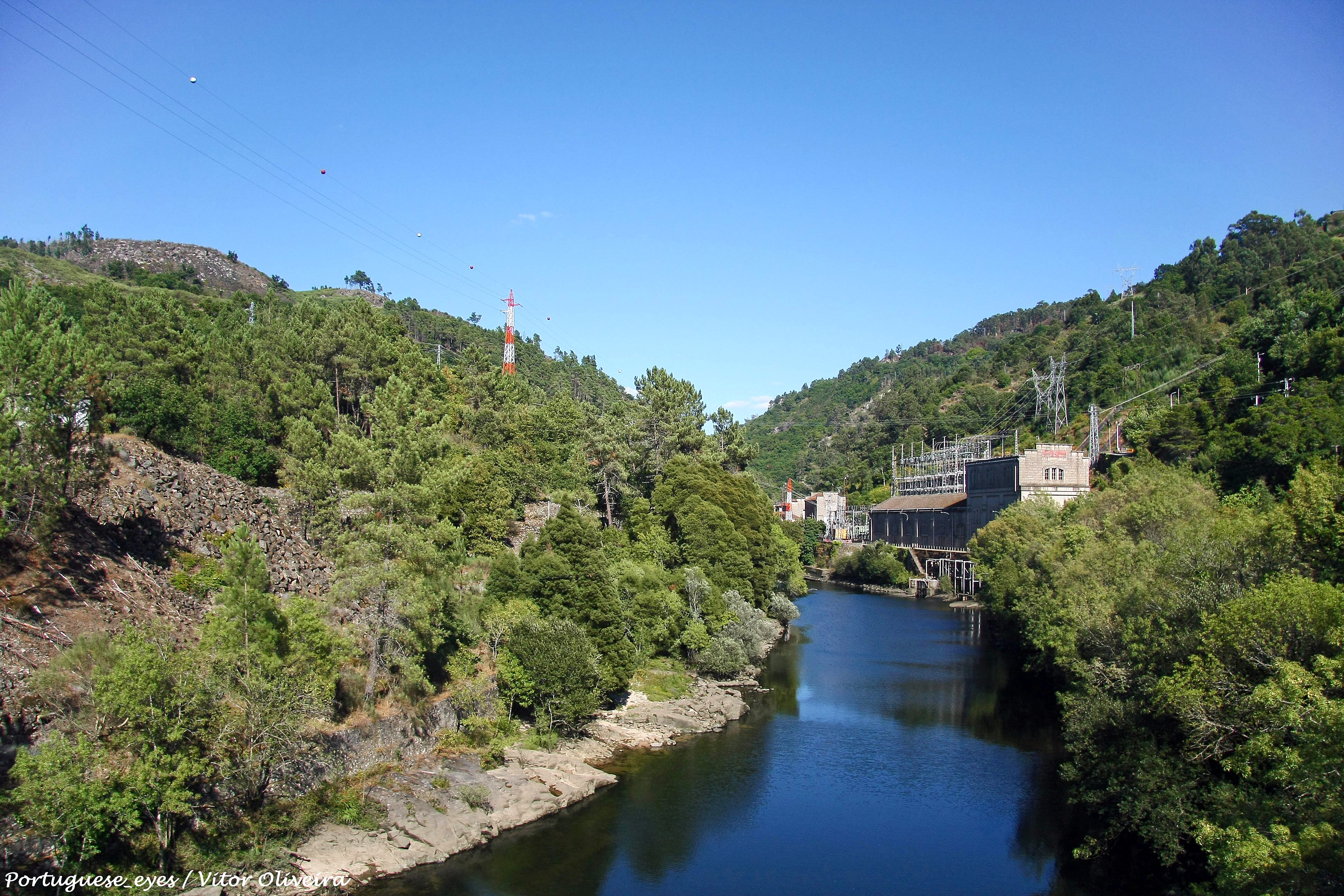
Central Hidroeléctrica de Paradamonte

A Electra Del Lima foi uma Central Hidroelétrica Reversível concluída em 1922, situa-se no lugar de Paradamonte, freguesia de Britelo, Município de Ponte da Barca.